# Maria-Luise Mathiaschitz

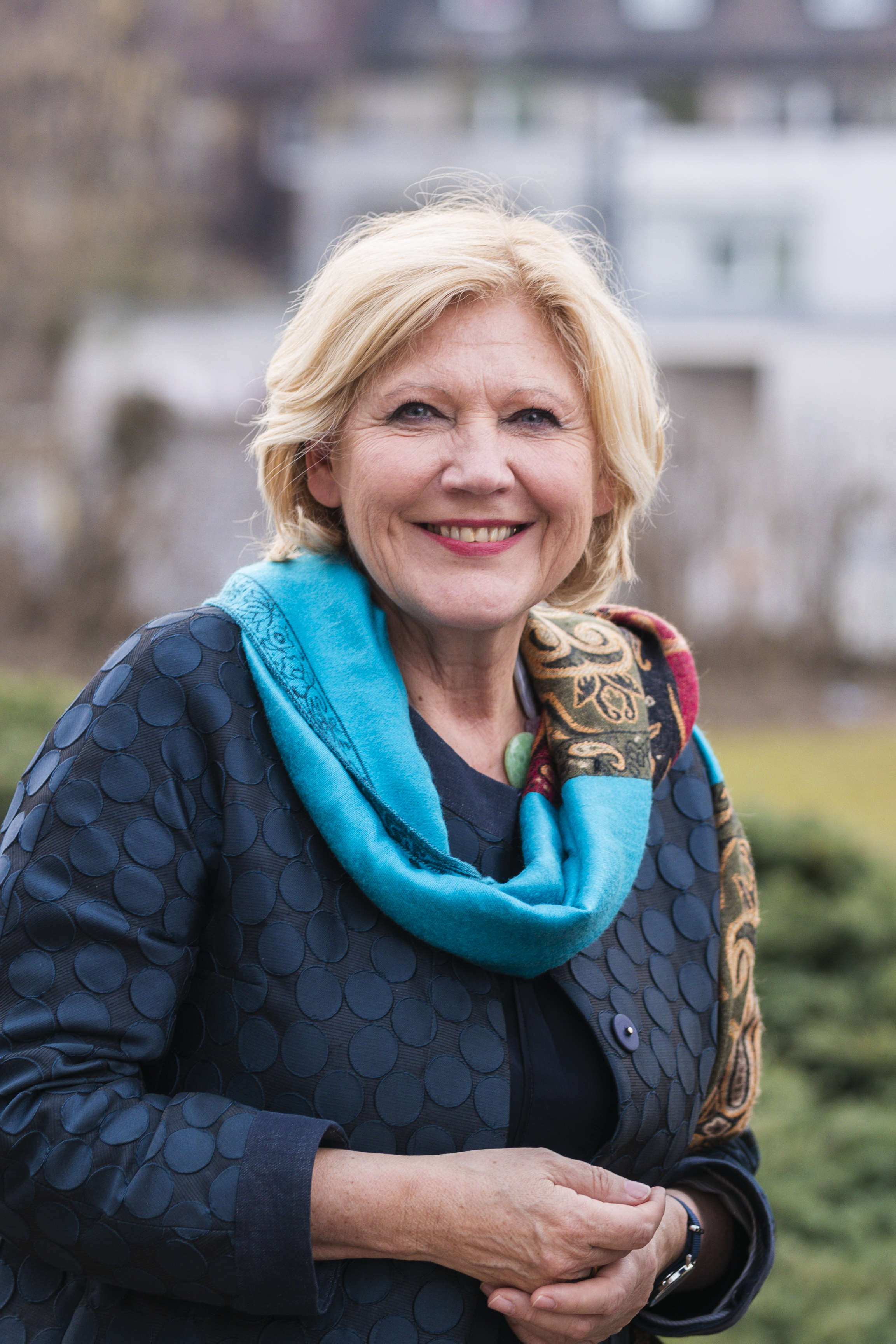
Maria-Luise Mathiaschitz (2019)

Maria-Luise Mathiaschitz – eigentlich Maria-Luise Mathiaschitz-Tschabuschnig – (* 27. Jänner 1957 in St. Georgen im Lavanttal) ist eine österreichische Politikerin der SPÖ und Ärztin. Sie war von 2015 bis 2021 Bürgermeisterin der Kärntner Landeshauptstadt Klagenfurt am Wörthersee.

## Ausbildung und Beruf
Nach der Volksschule besuchte Mathiaschitz das Bundesgymnasium in Villach, das sie mit der Matura abschloss.
Im Anschluss daran absolvierte sie an der Universität Innsbruck ein Medizinstudium und promovierte 1982 zur Dr. med. univ.
Zwischen 1982 und 1985 arbeitete sie als Turnusärztin, ehe sie in die Stadtgemeinde Klagenfurt am Wörthersee wechselte, wo sie als Umweltärztin agierte. In weiterer Folge wurde sie zur Umweltärztin für das Land Kärnten bestellt und in weiterer Folge zur stellvertretenden Landessanitätsdirektorin berufen.

## Politische Laufbahn
Mathiaschitz zog 2003 in den Stadtrat von Klagenfurt am Wörthersee ein. Ihr wurden die Ressorts für Gesundheit und Umwelt übertragen. 2007 betätigte sie sich als Wortführerin der Kritik am damaligen Vizebürgermeister Ewald Wiedenbauer, der nach Unregelmäßigkeiten bei einer parteiinternen Wahl unter Druck stand. Nach Wiedenbauers Rücktritt übernahm sie mit 1. Jänner 2008 das Amt der Vizebürgermeisterin unter Harald Scheucher (ÖVP). Bei der Gemeinderats- und Bürgermeisterwahlen 2009 trat Mathiaschitz als Spitzenkandidatin der SPÖ in Klagenfurt am Wörthersee zur Bürgermeisterwahl an. Im ersten Wahlgang erreichte sie die zweitmeisten Stimmen und lag damit noch vor dem bisherigen Amtsinhaber Scheucher, musste sich in der Stichwahl aber gegen Christian Scheider (BZÖ/FPÖ) deutlich geschlagen geben. Sie übernahm daraufhin erneut das Amt der Vizebürgermeisterin. Die Koalition der SPÖ mit der FPÖ zerbrach nach zweieinhalb Jahren, fortan äußerte Mathiaschitz sich als scharfe Kritikerin Scheiders.
Bei der Bürgermeisterwahl am 1. März 2015 führte Mathiaschitz abermals die SPÖ als Bürgermeisterkandidatin in den Wahlkampf. Bei dieser Wahl konnte die SPÖ um 7,13 Prozent und 4 Mandate zulegen und das bisher regierende BZÖ, das nunmehr wieder als FPÖ angetreten war, klar überholen. In der Direktwahl um das Bürgermeisteramt hatte Mathiaschitz 30,08 Prozent der Stimmen erhalten und trat damit gegen den amtierenden Bürgermeister Christian Scheider (31,08 Prozent) in die Stichwahl. Bei dieser Stichwahl, die am 15. März 2015 durchgeführt wurde, konnte sie sich mit 53,31 Prozent gegenüber Scheider (46,69 Prozent) durchsetzen. Damit stellte die SPÖ erstmals nach 42 Jahren – Hans Ausserwinkler war von 1957 bis 1973 der letzte SPÖ-Bürgermeister – wieder das Stadtoberhaupt, des Weiteren war Mathiaschitz damit als erste Frau Bürgermeisterin in der Landeshauptstadt. Mathiaschitz bildete daraufhin eine Koalition mit der ÖVP und den Grünen. Eine Zusammenarbeit mit der FPÖ schloss sie hingegen kategorisch aus.
Bei den Gemeinderats- und Bürgermeisterwahlen des Jahres 2021 konnte die SPÖ ihr Wahlergebnis von 2015 halten, Mathiaschitz musste sich jedoch in der Stichwahl um das Bürgermeisteramt mit 46,51 Prozent gegen Christian Scheider geschlagen geben, welcher nun für das Team Kärnten kandidiert hatte. Mathiaschitz kündigte an, einer Stadtregierung unter Scheider nicht mehr angehören zu wollen und sich aus der Politik zurückzuziehen. Medial wurde der Wahlausgang als Niederlage einer mitunter distanziert wirkenden Sachpolitikerin gegen den sich stets volksnah gebenden, selbsterklärten Bürgermeister der Herzen analysiert.
Im November 2019 wurde sie auf der Bundeskonferenz des Sozialdemokratischen GemeindevertreterInnenverbandes (GVV) gemeinsam mit dem Ternitzer Bürgermeister Rupert Dworak zur Vorsitzenden gewählt.

## Privates
Mathiaschitz ist verheiratet und Mutter zweier Kinder.

## Auszeichnungen
- 2021: Großes Ehrenzeichen des Landes Kärnten[13]